# Matka Ojczyzna Wzywa!

Flaga obwodu wołgogradzkiego

Matka Ojczyzna Wzywa! (ros. Родина-мать зовёт!) – monumentalny posąg w Wołgogradzie (dawniej Stalingrad), poświęcony radzieckim żołnierzom walczącym w bitwie stalingradzkiej. Jedna z najwyższych rzeźb na świecie, symbol i atrakcja turystyczna Wołgogradu.

## Historia budowy
Na lokalizację pomnika wybrano Kurhan Mamaja – najwyższe wzniesienie na terenie Stalingradu, o które w trakcie bitwy toczyły się niezwykle ciężkie walki, a zarazem miejsce pochówku 34 505 radzieckich żołnierzy poległych w obronie miasta. Wstępne prace nad konstrukcją monumentu rozpoczęły się w maju 1959 roku. Zespołem rzeźbiarzy i architektów kierował Jewgienij Wuczeticz, natomiast za prace inżynieryjne odpowiadał Nikołaj Nikitin.
Pierwotnie pomnik miał przedstawiać kobietę niosącą czerwony sztandar, u której stóp klęczał radziecki żołnierz. Ostatecznie przybrał on kształt kobiety z uniesionym ku niebu mieczem. Nawiązująca do antycznych wyobrażeń bogini Nike i zwrócona symbolicznie ku zachodowi postać jest alegorią ojczyzny wzywającej swych synów do walki z najeźdźcą. Wysokość monumentu miała nie przekraczać 36 metrów, jednak na polecenie ówczesnego przywódcy ZSRR Nikity Chruszczowa zwiększono ją do 85 metrów, tak aby posąg stał się największą rzeźbą na świecie. Matka Ojczyzna otrzymała twarz Walentiny Izotowej, mieszkanki Stalingradu, która pozowała rzeźbiarzom Wuczeticza.
Prace trwały w sumie 8 lat. Oficjalnie zakończyły się 15 października 1967 roku, gdy na Kurhanie Mamaja uroczyście otwarto kompleks miejsc pamięci „Bohaterom bitwy stalingradzkiej”, którego statua stanowi centralny element. Przy jego budowie zużyto około 20 tysięcy m³ betonu, 25 tysięcy ton stali i przemieszczono ponad 1 mln m³ ziemi.

## Dane architektoniczne
Posąg kobiety mierzy 52 m i waży około 8 tysięcy ton. Jego całkowita wysokość, wraz z wykonanym ze stali nierdzewnej mieczem, wynosi 85 m (dla porównania Statua Wolności bez cokołu mierzy 45 m). Zgodnie z zamierzeniami, w chwili odsłonięcia był najwyższą statuą na świecie. Rzeźba wykonana jest ze zbrojonego betonu. W środku jest pusta – jej ściany mają zaledwie 25–30 cm grubości. Stopy postaci spoczywają na 2–metrowym cokole, który z kolei jest umieszczony na niemal w całości ukrytym pod ziemią betonowym fundamencie o wysokości 16 m. Cokół nie jest przytwierdzony do fundamentu – stabilność całej konstrukcji zapewnia jej własna masa i siła grawitacji.
Pod pomnik prowadzi rozpoczynająca się u stóp kurhanu serpentyna. Składa się ona z 200 stopni – tyle samo dni trwała bitwa stalingradzka. Wzdłuż drogi znajduje się 35 granitowych nagrobków, pod którymi spoczywają obrońcy miasta odznaczeni tytułem Bohatera Związku Radzieckiego (w tym marszałek Wasilij Czujkow – dowódca broniącej Stalingradu 62 Armii).

## Symbol i atrakcja turystyczna
Kompleks „Bohaterom bitwy stalingradzkiej” jest dostępny dla zwiedzających przez cały rok, siedem dni w tygodniu. Nocą jest oświetlony. Za wstęp nie są pobierane opłaty. Od chwili wybudowania pomnik stał się symbolem (widnieje m.in. na fladze i herbie obwodu wołgogradzkiego) oraz największą atrakcją turystyczną miasta. Według oficjalnych danych do 2009 roku odwiedziło go ponad 60 milionów ludzi.
W 2008 roku Kurhan Mamaja i statua Matki Ojczyzny zostały zaliczone, obok Bajkału czy Cerkwi Wasyla Błogosławionego, do grona „7 Cudów Rosji”. Ogólnonarodowy plebiscyt zorganizowały wspólnie gazeta Izwiestija, telewizja Rossija i Radio Majak.

## Problemy
Utrzymanie pomnika pochłania rocznie 165 mln rubli. Ze względu na jego wysokość, przy bieżących pracach konserwacyjnych muszą być zatrudniani alpiniści.
Zmiana poziomu wód gruntowych pod kopcem skutkuje przesuwaniem się fundamentu, na którym swobodnie spoczywa statua. Jak ujawniło w maju 2009 roku BBC, spowodowało to odchylenie się posągu od pionu już o około 20 cm.